# تومبستون (فلم)
تومبستون (بالإنجليزية: Tombstone) هو فيلم أمريكي غربي اُنتج سنة 1993 أخرجه جورج پي كوزماتوس وكتبه كيڤين چار (الذي كان المخرج الأصلي ولكن تم استبداله في وقت مبكر من الإنتاج)، وبطولة كيرت راسل وڤال كيلمر، مع سام إليوت وبيل پاكستون وپاورز بوث ومايكل بين ودانا ديلاني في أدوار مساعِدة، وقام روبرت ميتشوم بدور الراوي.
الفيلم مبني على أحداث وقعت في تومبستون بأريزونا، من ضمنها النزاع المسلح في أو كيه كورال ومطية ثأر الإيرپ خلال عقد 1880، يصور عدد من رجال القانون والخارجين عن القانون الغربيين، مثل وايات إيرپ ودوك هوليداي وچوني رينجو.
صدر تومبستون من قِبل هوليوود پيكشرز في الولايات المتحدة في 25 ديسمبر 1993، وبلغ إجمالي مبيعات التذاكر المحلية 56.5 مليون دولار. حقق الفيلم نجاحًا ماليًا، وبالنسبة للنوع الغربي فقد احتل المرتبة رقم 16 في قائمة أعلى الأفلام ربحًا منذ سنة 1979. وكان استقبال النقاد له ايجابيًا بشكل عام.

## طاقم التمثيل
- كيرت راسل
- ڤال كيلمر
- سام إليوت
- بيل پاكستون
- پاورز بوث
- مايكل بين
- شارلتون هيستون
- چيسون بريستلي
- چون تيني
- ستيفن لانج
- توماس هادن تشورتش
- دانا ديلاني
- پاولا مالكومسون
- ليزا كولينز
- چون فيلبين
- دانا ويلير نيكلسون
- چونا پاكولا
- مايكل روكر
- هاري كاري چونيور
- بيلي بوب ثورنتون
- توماس أرانا
- پول بين فيكتور
- روبرت چون بورك
- بيلي زين
- چون كوربيت
- تيري أوكوين
- پيتر شيرايكو
- وايات إيرپ III
- روبرت ميتشوم

## روابط خارجية
- تومبستون على موقع IMDb (الإنجليزية)
- تومبستون على موقع ميتاكريتيك (الإنجليزية)
- تومبستون على موقع روتن توميتوز (الإنجليزية)
- تومبستون على موقع نتفليكس (الإنجليزية)
- تومبستون على موقع قاعدة بيانات الأفلام العربية
- تومبستون على موقع ألو سيني (الفرنسية)
- تومبستون على موقع Turner Classic Movies (الإنجليزية)
- تومبستون على موقع أول موفي (الإنجليزية)
- تومبستون على موقع بوكس أوفيس موجو (الإنجليزية)
- تومبستون على موقع فيلمافينيتي (الإسبانية)